# Людина, яка залишилася вдома
Людина, яка залишилася вдома (англ. The Man Who Stayed at Home) — американська драма режисера Герберта Блаше 1919 року.

## У ролях
- Кінг Беггот — Крістофер Брент
- Клер Вітні — Моллі Престон
- Роберт Віттьєр — Фріц
- А. Дж. Герберт — Норман Престон
- Ліла Леслі — Міріам Лі
- Френк Беннетт — Карл Сандерсон
- Ріцца Аллен — міс Міртл
- Роберт Гіббс — суддя Престон
- Джулія Келхун — фройляйн Шредер
- Іда Дарлінг — місіс Сандерсон
- А. Ллойд Лек — Гастон Летойр